# Čuklinac
Čuklinac (en serbio: Ћуклинац) es una localidad de la municipalidad de Kozarska Dubica, Republika Srpska, Bosnia y Herzegovina.

## Población
| Composición de la Población - Localidad de Čuklinac | Composición de la Población - Localidad de Čuklinac | Composición de la Población - Localidad de Čuklinac | Composición de la Población - Localidad de Čuklinac | Composición de la Población - Localidad de Čuklinac |
| --------------------------------------------------- | --------------------------------------------------- | --------------------------------------------------- | --------------------------------------------------- | --------------------------------------------------- |
|                                                     | 2013                                                | 1991                                                | 1981                                                | 1971                                                |
| Total                                               | 76                                                  | 109 (100,0%)                                        | 101 (100,0%)                                        | 97 (100,0%)                                         |
| Varones                                             | 38                                                  | -                                                   | -                                                   | -                                                   |
| Mujeres                                             | 38                                                  | -                                                   | -                                                   | -                                                   |
| Bosniacos                                           | -                                                   | -                                                   | -                                                   | -                                                   |
| Serbios                                             | 74                                                  | 103 (94,50%)                                        | 95 (94,06%)                                         | 97 (100,0%)                                         |
| Croatas                                             | 1                                                   | 2 (1,835%)                                          | -                                                   | -                                                   |
| Eslovenos                                           | -                                                   | -                                                   | -                                                   | -                                                   |
| Musulmanes                                          | -                                                   | -                                                   | -                                                   | -                                                   |
| Montenegrinos                                       | -                                                   | -                                                   | -                                                   | -                                                   |
| Macedonios                                          | -                                                   | -                                                   | -                                                   | -                                                   |
| Yugoslavos                                          | 1                                                   | 4 (3,670%)                                          | 6 (5,941%)                                          |                                                     |
| Albaneses                                           | -                                                   | -                                                   | -                                                   | -                                                   |
| Ukranianos                                          | -                                                   | -                                                   | -                                                   | -                                                   |
| Otros                                               | -                                                   | -                                                   | -                                                   | -                                                   |
| Sin declarar                                        | -                                                   | -                                                   | -                                                   | -                                                   |
| Desconocidos                                        | -                                                   | -                                                   | -                                                   | -                                                   |